# Cái Bè (huyện)
Cái Bè là một huyện cũ nằm ở phía tây tỉnh Tiền Giang, Việt Nam, được biết đến với chợ nổi Cái Bè, đặc trưng cho văn hoá sông nước miền Tây Nam Bộ.

## Địa lý

### Vị trí địa lý
Huyện Cái Bè nằm ở phía tây của tỉnh Tiền Giang, nằm ở bờ phía Bắc của cầu Mỹ Thuận, là cửa ngõ đi thành phố Vĩnh Long và toàn vùng Đồng bằng sông Cửu Long. Huyện có vị trí địa lý:
- Phía đông giáp huyện Cai Lậy
- Phía tây giáp huyện Cao Lãnh và huyện Tháp Mười thuộc tỉnh Đồng Tháp
- Phía nam giáp thành phố Vĩnh Long và huyện Long Hồ, tỉnh Vĩnh Long và huyện Châu Thành, tỉnh Đồng Tháp
- Phía bắc giáp huyện Tân Thạnh, tỉnh Long An.

### Hệ thống kênh rạch
Huyện có nhiều kênh, rạch lớn như: rạch Cái Bè, rạch Cái Cối, rạch Bằng Lăng, kênh Nguyễn Văn Tiếp, rạch Cổ Cò, rạch Trà Lọt, kênh 28, rạch Ruộng. Ngoài ra còn có hàng chục kênh, rạch lớn nhỏ khác, chằng chịt đan xen với tổng chiều dài trên 500 km.

### Mật độ dân số
Dân số năm 2020 là 293.454 người, mật độ dân số đạt 698 người/km². Mật độ dân số cao nhất là thị trấn Cái Bè: 7.520 người/km² và thấp nhất là xã Mỹ Tân: 252 người/km².

## Hành chính
Huyện Cái Bè có 25 đơn vị hành chính cấp xã trực thuộc, bao gồm thị trấn Cái Bè (huyện lỵ) và 24 xã: An Cư, An Hữu, An Thái Đông, An Thái Trung, Đông Hòa Hiệp, Hậu Mỹ Bắc A, Hậu Mỹ Bắc B, Hậu Mỹ Phú, Hậu Mỹ Trinh, Hậu Thành, Hòa Hưng, Hòa Khánh, Mỹ Đức Đông, Mỹ Đức Tây, Mỹ Hội, Mỹ Lợi A, Mỹ Lợi B, Mỹ Lương, Mỹ Tân, Mỹ Trung, Tân Hưng, Tân Thanh, Thiện Trí, Thiện Trung.

## Lịch sử

### Thời Pháp thuộc
Cái Bè trước kia vốn là lỵ sở của dinh Long Hồ. Chợ Cái Bè lập năm 1732, lúc đó gọi là chợ Long Hồ, nay là thị trấn Cái Bè.
Ngày 8 tháng 9 năm 1870, thực dân Pháp thành lập Hạt Thanh tra Cái Bè, do đổi tên từ hạt Thanh tra Cai Lậy gồm địa bàn hạt Thanh tra Cai Lậy cũ, thêm 2 tổng Phong Hòa, Phong Phú tách từ hạt Thanh tra Cần Lố giải thể. Lúc bấy giờ, các hạt Thanh tra đều lấy tên gọi theo địa điểm đóng trụ sở, đồng thời và vì lý do an ninh nên thực dân Pháp dời trụ sở hạt Thanh tra này tới chợ Cái Bè nên lại đổi tên gọi là hạt Thanh tra Cái Bè. Ngày 5 tháng 6 năm 1871, Hạt thanh tra Cái Bè giải thể, nhập địa bàn vào hạt Thanh tra Mỹ Tho.
Ngày 12 tháng 3 năm 1912, thực dân Pháp cho lập quận Cái Bè thuộc tỉnh Mỹ Tho trên cơ sở tách đất từ quận Cai Lậy cùng tỉnh. Quận Cái Bè gồm có 3 tổng: Phong Hòa (11 làng), Phong Phú (9 làng), Lợi Thuận (16 làng). Quận lỵ Cái Bè ban đầu thuộc làng An Bình Đông (tổng Phong Hòa), vốn là nơi đặt chợ Cái Bè. Tuy nhiên, sau này thực dân Pháp hợp nhất ba làng An Bình Đông, Phú Hòa và An Hiệp thành một làng mới, lấy tên là Đông Hòa Hiệp. Kể từ đó, quận lỵ Cái Bè thuộc địa bàn làng Đông Hòa Hiệp.
Năm 1902, các tổng Phong Hòa, Phong Phú và Lợi Thuận có các làng trực thuộc như sau:
- Tổng Phong Hòa gồm 11 làng: Mỹ Đức Đông, Mỹ Đức Tây, Mỹ Thiện, Hậu Mỹ, Mỹ Hội, An Cư, Hậu Thành, Hòa Khánh, An Bình Đông, Phú Hòa, An Hiệp;
- Tổng Phong Phú gồm 9 làng: An Thái Đông, An Thái Trung, Mỹ Lương, Hòa Lộc, Mỹ Hưng, Mỹ Thuận, An Hữu, Thanh Hưng, Mỹ Lợi;
- Tổng Lợi Thuận gồm 16 làng: Hội Sơn, Xuân Sơn, Tân Đức, Hiệp Hòa, Phú Sơn, An Mỹ, Lợi An, Lợi Thành, Giai Mỹ, Giai Phú, Bình Phú, Phú Hưng, Phú Nhuận, Phú Thuận Đông, Mỹ Thạnh, Mỹ Phú Đông.

Đặc biệt, tên làng Mỹ Thuận (thuộc tổng Phong Phú) đã được dùng để chỉ tên bắc (phà) Mỹ Thuận bắc qua sông Tiền nối hai tỉnh Mỹ Tho và Vĩnh Long mà ngày nay đã được thay thế bằng cây cầu Mỹ Thuận. Tuy nhiên, thực dân Pháp đã giải thể làng Mỹ Thuận và sáp nhập vào làng lân cận cho nên kể từ đó không còn tên làng xã Mỹ Thuận.
Ngày 1 tháng 1 năm 1928, tổng Lợi Thuận được giao về quận Cai Lậy.
Thực dân Pháp chủ trương tiết kiệm ngân sách nên từ năm 1905 đến năm 1933 đã có nhiều lần sáp nhập các đơn vị hành chánh cơ sở (làng), do vậy, vào năm 1945, nếu so sánh với giai đoạn trước thì tổng số làng trong tỉnh Mỹ Tho nói chung và quận Cái Bè nói riêng đã giảm.
Sau nhiều lần sáp nhập và thành lập các làng mới, đến năm 1933 quận Cái Bè có các làng trực thuộc với các tên gọi mới như sau:
- Tổng Phong Hòa gồm 8 làng: Hội Cư (hợp nhất An Cư và Mỹ Hội), Đông Hòa Hiệp (hợp nhất An Bình Đông, Phú Hòa và An Hiệp), Mỹ Đức Đông, Mỹ Đức Tây, Mỹ Thiện, Hậu Mỹ, Hậu Thành, Hòa Khánh;
- Tổng Phong Phú gồm 8 làng: An Thái Đông, An Thái Trung, Mỹ Lương, Hòa Lộc, Hưng Thuận (hợp nhất Mỹ Hưng và Mỹ Thuận), An Hữu, Thanh Hưng, Mỹ Lợi.

Riêng tổng Lợi Thuận đã giao cho quận Cai Lậy quản lý từ năm 1928. Tổng Lợi Thuận gồm 8 làng: Hội Sơn, Xuân Sơn, Hiệp Đức (hợp nhất Tân Đức và Hiệp Hòa), Phú An (hợp nhất Phú Sơn và An Mỹ), Mỹ Thành (hợp nhất 4 làng Lợi An, Lợi Thành, Giai Mỹ và Giai Phú), Bình Phú, Phú Nhuận Đông (hợp nhất Phú Hưng, Phú Nhuận và Phú Thuận Đông), Thạnh Phú (hợp nhất Mỹ Thạnh và Mỹ Phú Đông).
Ngày 27 tháng 11 năm 1934, chính quyền thực dân Pháp của quận Cái Bè cho thành lập làng Mỹ An thuộc tổng Phong Phú trên cơ sở tách đất từ làng Mỹ Lợi. Ngày 11 tháng 12 năm 1939, thành lập làng Mỹ Trung thuộc tổng Phong Hòa trên cơ sở tách đất từ ba làng Mỹ Đức Tây, Mỹ Lợi và Mỹ An; đồng thời cắt thêm đất từ hai làng Mỹ Lợi và Mỹ Đức Tây cùng nhập vào làng Mỹ An.

### Giai đoạn 1956-1975

#### Việt Nam Cộng hòa
Đến thời Việt Nam Cộng Hoà, vào đầu năm 1956, địa giới hành chánh của quận Cái Bè có một số thay đổi do tách xã Mỹ An (thuộc tổng Phong Phú) và một phần xã Mỹ Trung (thuộc tổng Phong Hòa) để nhập vào địa bàn tỉnh Phong Thạnh mới được thành lập (đến cuối năm 1956 đổi tên thành tỉnh Kiến Phong, ngày nay là tỉnh Đồng Tháp). Sau khi nhập vào tỉnh Kiến Phong, vùng đất này được chia thành ba xã: Mỹ An, Mỹ Đa và Thạnh Mỹ; trong đó xã Mỹ An được chọn là nơi đặt quận lỵ quận Mỹ An của tỉnh Kiến Phong, khi quận này được thành lập vào năm 1957.
Sau năm 1956, chính quyền Việt Nam Cộng hòa đặt quận Cái Bè thuộc tỉnh Định Tường. Đồng thời, các làng gọi là xã. Tuy nhiên, trên các bản đồ hành chánh của chính quyền Việt Nam Cộng hòa lại không xuất hiện địa danh xã Mỹ Trung mà thay vào đó, địa bàn xã Mỹ Trung vẫn thuộc xã Mỹ Đức Tây như cũ cho đến năm 1975.
Năm 1961, quận Cái Bè đổi tên là quận Sùng Hiếu, thuộc tỉnh Định Tường, tổng Phong Phú được giao về cho quận Giáo Đức mới thành lập, đổi lại, quận Cái Bè nhận thêm tổng Lợi Thuận (gồm 5 xã: Hội Sơn, Mỹ Thành, Phú An, Xuân Sơn, Hiệp Đức) tách từ quận Khiêm Ích, tức quận Cai Lậy trước đó. Ngày 10 tháng 11 năm 1964, quận lấy lại tên cũ là quận Cái Bè. Sau năm 1965 các tổng giải thể.
Kể từ đó cho đến năm 1975, quận Cái Bè thuộc tỉnh Định Tường do chính quyền Việt Nam Cộng hòa sắp xếp hành chính có 11 xã trực thuộc quận gồm: Đông Hòa Hiệp, Hậu Mỹ, Hậu Thành, Hiệp Đức, Hòa Khánh, Hội Cư, Hội Sơn, Mỹ Thành, Mỹ Thiện, Phú An, Xuân Sơn. Quận lỵ đặt tại xã Đông Hòa Hiệp.
Quận Giáo Đức của chính quyền Việt Nam Cộng hòa có 10 xã trực thuộc: An Hữu, Hưng Thuận, Thanh Hưng, An Thái Trung, Hòa Lộc, An Thái Đông, Mỹ Đức Đông, Mỹ Đức Tây, Mỹ Lợi, Mỹ Lương. Quận lỵ đặt tại xã An Hữu.
Ngày 12 tháng 7 năm 1974, chính quyền Việt Nam Cộng hòa lập quận mới có tên là quận Hậu Mỹ thuộc tỉnh Định Tường, quận lỵ tại xã Hậu Mỹ, do tách một phần đất của các quận Cái Bè (các xã Hậu Mỹ, Mỹ Thiện, Mỹ Thành), quận Giáo Đức (xã Mỹ Đức Tây), quận Cai Lậy (xã Thạnh Phú) cùng thuộc tỉnh Định Tường, quận Kiến Bình (tỉnh Kiến Tường) và của quận Mỹ An (tỉnh Kiến Phong). Các đơn vị hành chính của quận Hậu Mỹ chưa sắp xếp xong thì chính quyền Việt Nam Cộng hòa sụp đổ vào ngày 30 tháng 4 năm 1975.

#### Chính quyền Cách mạng
Về phía chính quyền Cách mạng, địa giới hành chính của huyện Cái Bè thuộc tỉnh Mỹ Tho trong giai đoạn 1956-1975 vẫn được duy trì ổn định, không thay đổi như trước năm 1956. Trong đó các xã Hội Sơn, Mỹ Thành, Phú An, Xuân Sơn, Hiệp Đức vẫn do huyện Cai Lậy quản lý. Đổi lại huyện Cái Bè quản lý thêm các xã An Hữu, Hưng Thuận, Thanh Hưng, An Thái Trung, Hòa Lộc, An Thái Đông, Mỹ Đức Đông, Mỹ Đức Tây, Mỹ Lợi, Mỹ Lương vốn thuộc quận Giáo Đức do chính quyền Việt Nam Cộng hòa lập nên.
Bên cạnh đó, chính quyền Cách mạng cũng chia xã Hậu Mỹ thành hai xã là xã Hậu Mỹ Bắc và xã Hậu Mỹ Nam; hợp nhất xã Hòa Lộc và xã Hưng Thuận thành xã Hòa Hưng; giữ nguyên địa danh xã Mỹ Trung cùng thuộc huyện Cái Bè.
Sau ngày 30 tháng 4 năm 1975, chính quyền quân quản Cộng hòa miền Nam Việt Nam ban đầu vẫn đặt huyện Cái Bè thuộc tỉnh Mỹ Tho như trước cho đến đầu năm 1976. Huyện lỵ là thị trấn Cái Bè, được thành lập do tách đất từ xã Đông Hòa Hiệp.

### Từ năm 1976 đến nay
Tháng 3 năm 1976, Cái Bè là huyện của tỉnh Tiền Giang cho đến ngày nay, bao gồm thị trấn Cái Bè và 17 xã: An Hữu, An Thái Đông, An Thái Trung, Đông Hòa Hiệp, Hậu Mỹ Bắc, Hậu Mỹ Nam, Hậu Thành, Hòa Hưng, Hòa Khánh, Hội Cư, Mỹ Đức Đông, Mỹ Đức Tây, Mỹ Lợi, Mỹ Lương, Mỹ Thiện, Mỹ Trung, Thanh Hưng.
Ngày 12 tháng 4 năm 1979, Hội đồng Chính phủ ban hành Quyết định số 152-CP về việc chia một số xã thuộc huyện Cái Bè, tỉnh Tiền Giang như sau:
- Chia xã Hậu Mỹ Nam thành 2 xã: Hậu Mỹ Phú và Hậu Mỹ Trinh.
- Chia xã Hậu Mỹ Bắc thành 2 xã: Hậu Mỹ Bắc A và Hậu Mỹ Bắc B.
- Chia xã Mỹ Thiện thành 2 xã: Thiện Trí và Thiện Trung.
- Chia xã Thanh Hưng thành 2 xã: Tân Thanh và Tân Hưng.
- Chia xã Mỹ Lợi thành 2 xã: Mỹ Lợi A và Mỹ Lợi B.

Ngày 23 tháng 11 năm 1990, theo quyết định số 521/TCCP của Ban Tổ chức-Cán bộ của Chính phủ, xã Mỹ Tân được thành lập trên cơ sở tách diện tích và nhân khẩu của xã Mỹ Trung, Mỹ Lợi B, Mỹ Đức Tây và nông trường Ngô Văn Nhạc.
Ngày 09 tháng 12 năm 2003, Chính phủ Việt Nam ban hành Nghị định số 154/2003/NĐ-CP về việc thành lập phường, xã thuộc thành phố Mỹ Tho, thị xã Gò Công và huyện Cái Bè, tỉnh Tiền Giang. Theo đó, chia xã Hội Cư thành 2 xã: An Cư và Mỹ Hội.

## Kinh tế
Kinh tế chủ yếu của huyện là nông nghiệp với nghề chính là trồng lúa và cây ăn trái. Trong hai vụ sản xuất đông xuân và hè thu năm 2009, huyện Cái Bè đạt sản lượng lương thực gần 218.000 tấn lúa, bình quân năng suất đạt 59,6 tạ/ha. Vụ hè thu năm 2010, nông dân huyện Cái Bè đã lên liếp hơn 600 ha đất ruộng để trồng hoa màu, chủ yếu là dưa hấu, dưa leo, khổ qua,...
Cái Bè là huyện xếp hàng đầu về tiềm lực kinh tế vườn của tỉnh Tiền Giang. Năm 2006, huyện Cái Bè có 16.522 ha vườn cây ăn trái, tăng hơn 1.000 ha so với năm 2005, trong đó có 79% vườn chuyên canh các loại cây ăn trái có giá trị kinh tế cao. Trong các loại cây ăn trái thì nhãn tiêu da bò chiếm hơn 2.900 ha, ổi hơn 1.200 ha,...Năm 2019, huyện có diện tích trồng cây ăn trái là 17.000 ha, cho sản lượng 283.000 tấn trái cây các loại. Diện tích trồng xoài cát Hòa Lộc là 1.500 ha (15 km²), sản lượng 12.500 tấn xoài/năm.
Về công nghiệp, năm 2004, huyện đã triển khai xây dựng cụm công nghiệp An Thạnh để tập trung các nhà máy về một nơi sản xuất với quy mô lớn. Trong 6 tháng đầu năm 2009, giá trị sản xuất công nghiệp - tiểu thủ công nghiệp của huyện đạt hơn 126 tỷ đồng.
Về du lịch, hằng năm huyện đón 100.000 lượt du khách, trong đó 70% là du khách quốc tế.

## Giao thông
Đây cũng là địa phương có tuyến Đường cao tốc Trung Lương – Mỹ Thuận đi qua và có dự án Đường cao tốc Hồng Ngự – Trà Vinh (phân đoạn Cao Lãnh – An Hữu) đi qua đang được xây dựng.
Huyện có Quốc lộ 1 đi ngang với chiều dài 27 km qua các xã: An Cư, Hậu Thành, Đông Hòa Hiệp, Hòa Khánh, Thiện Trí, Mỹ Đức Đông, Mỹ Đức Tây, An Thái Đông, An Thái Trung, An Hữu và Hòa Hưng và quốc lộ 30 với chiều dài 9 km qua các xã: An Thái Trung, Tân Thanh, Tân Hưng
Ngoài ra còn có nhiều tỉnh lộ như các đường 861, 863, 865, 869, 875 với tổng chiều dài gần 60 km.

## Ảnh

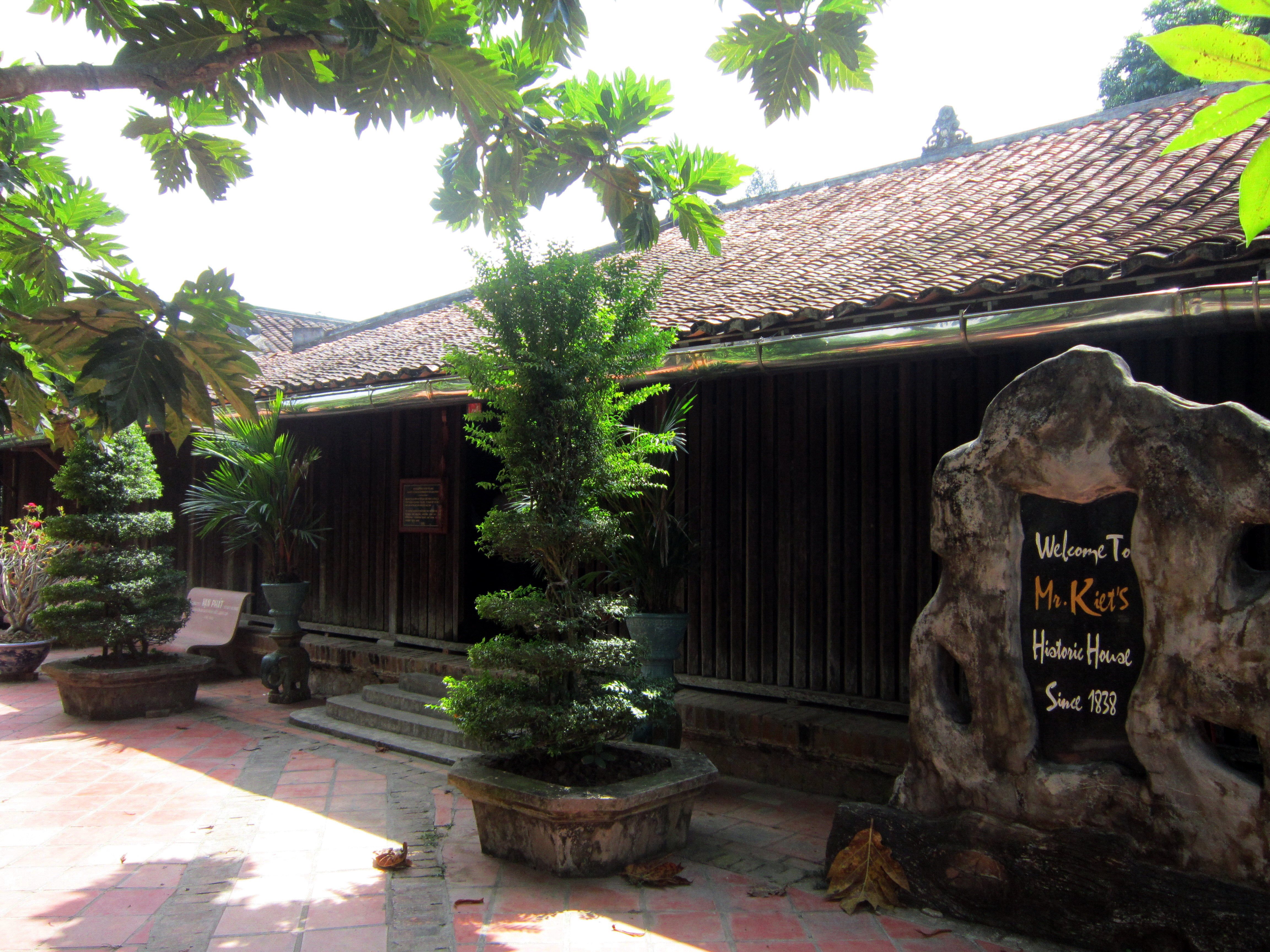
Nhà cổ xây dựng năm 1838 ở xã Đông Hòa Hiệp, huyện Cái Bè
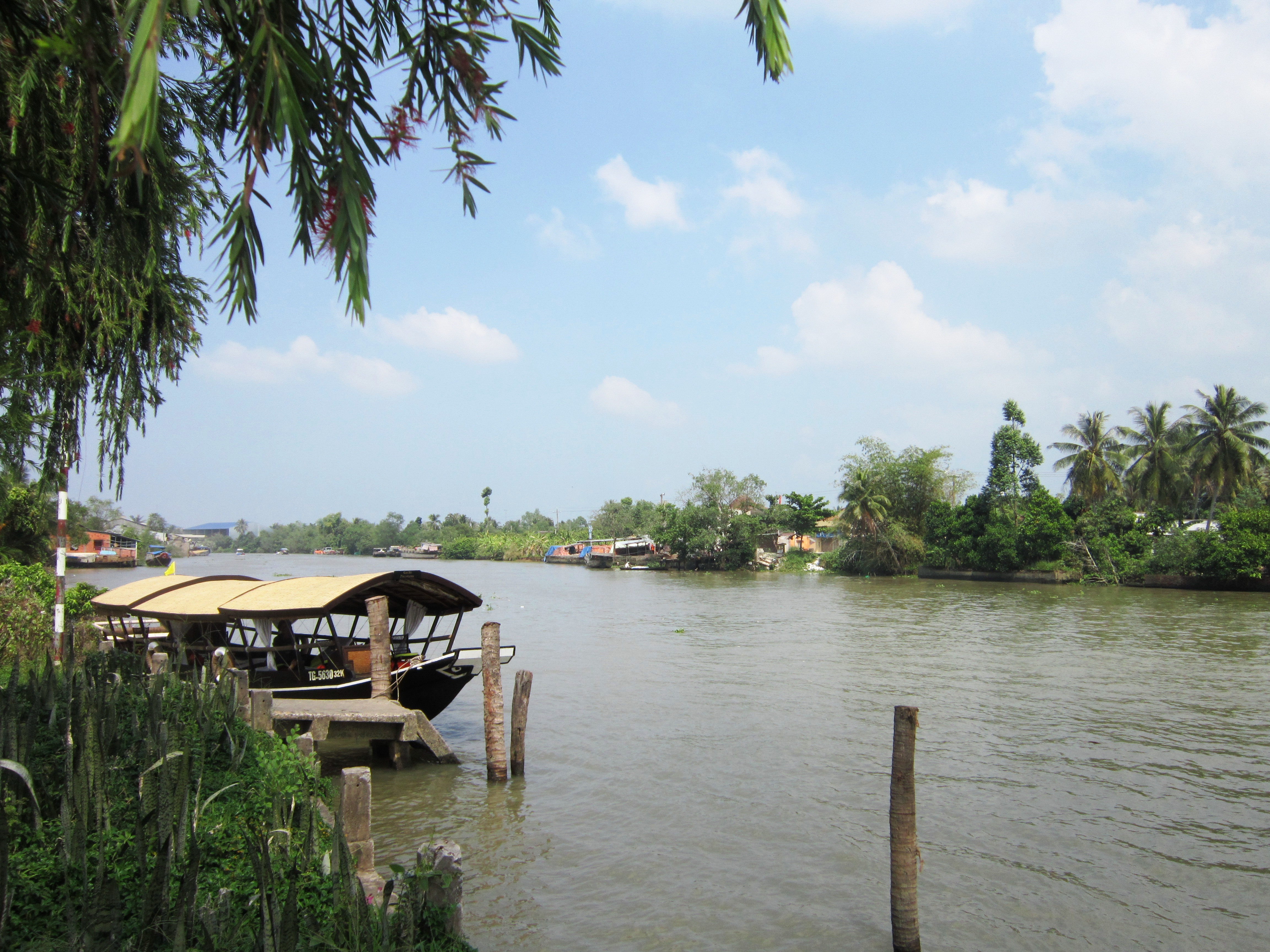
Sông Cái Bè, đoạn chảy qua xã Đông Hòa Hiệp
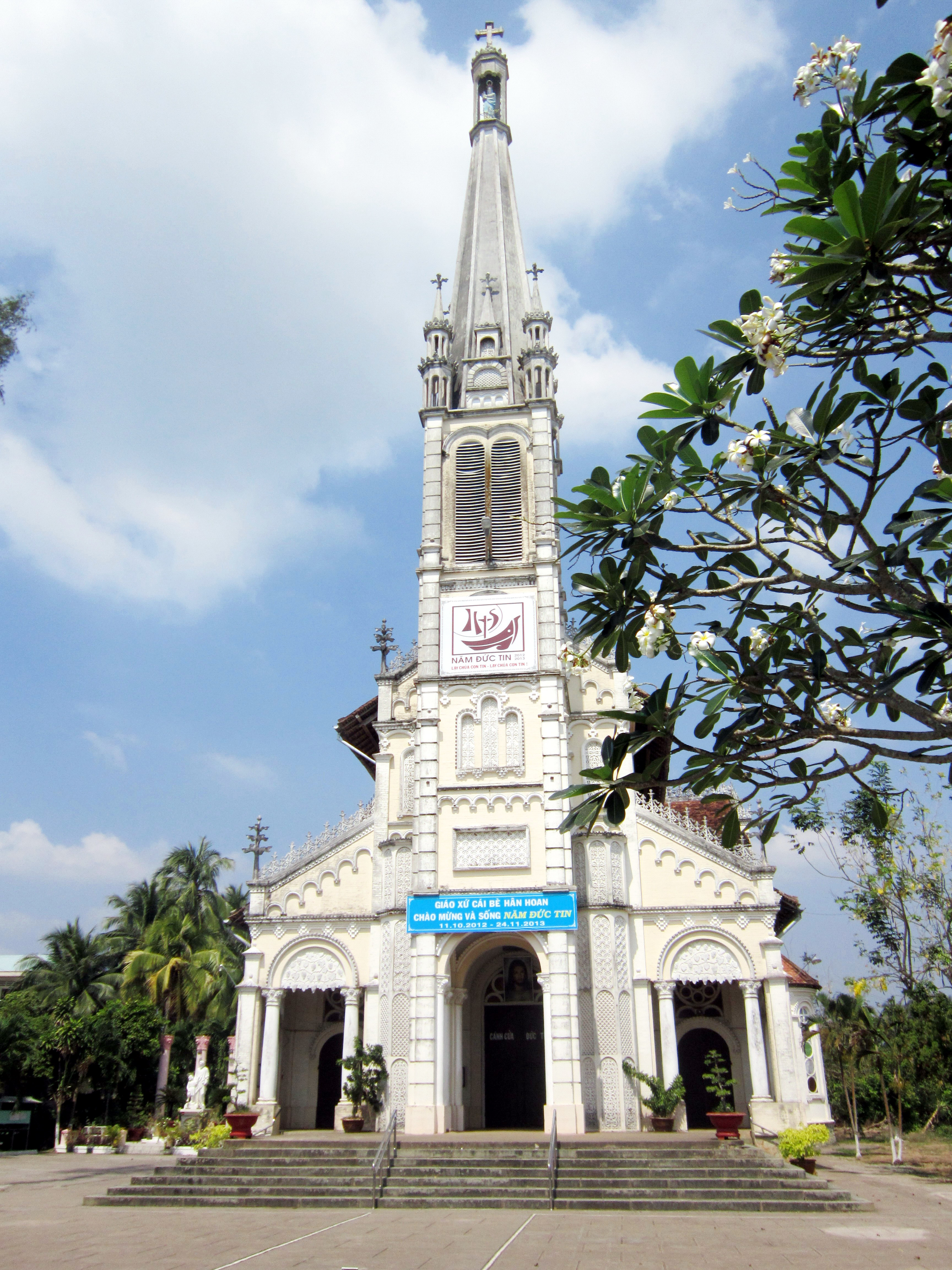
Nhà thờ cổ xây dựng khoảng đầu thế kỷ 20 ở thị trấn Cái Bè
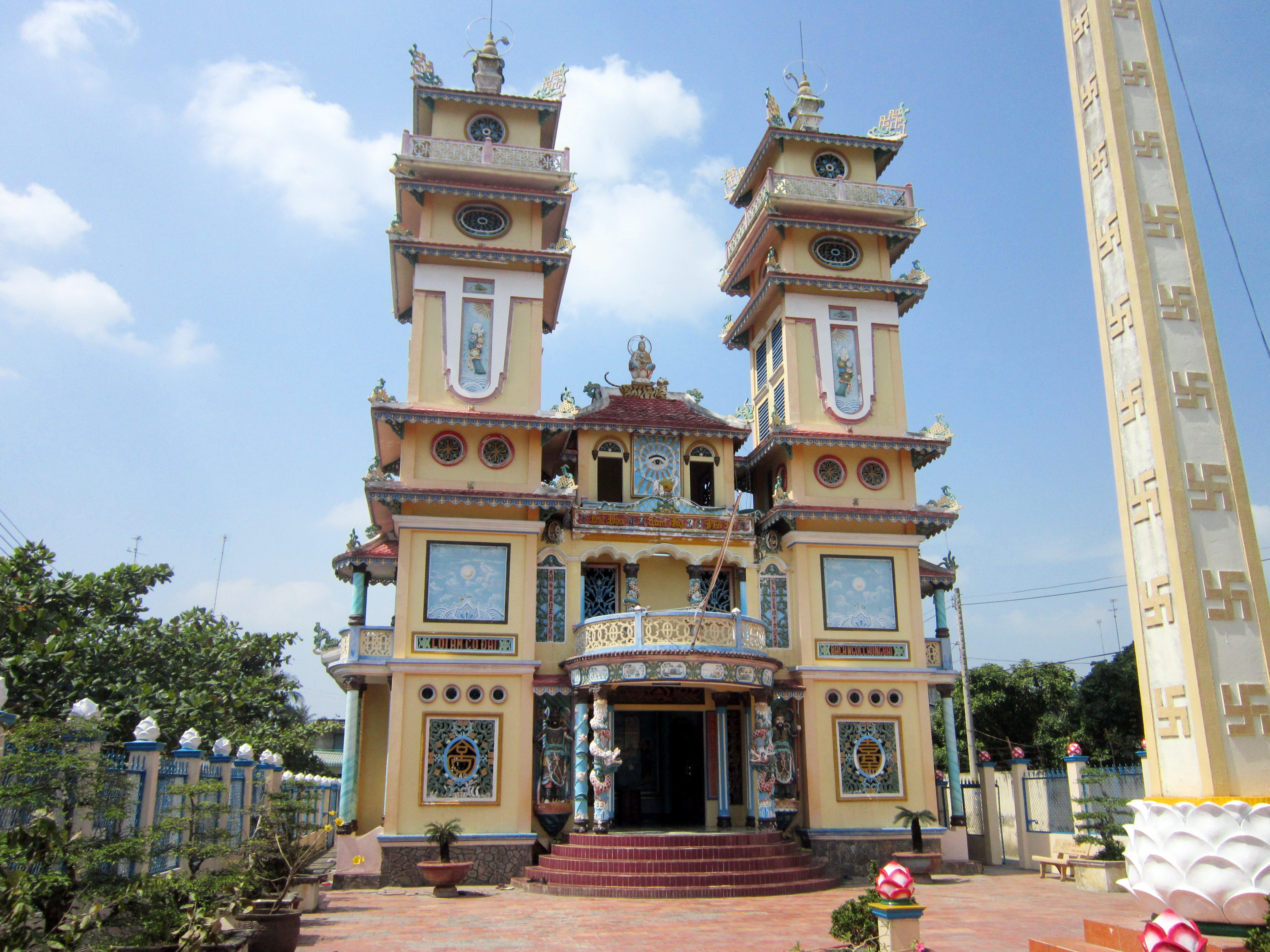
Thánh thất Cao Đài ở thị trấn Cái Bè
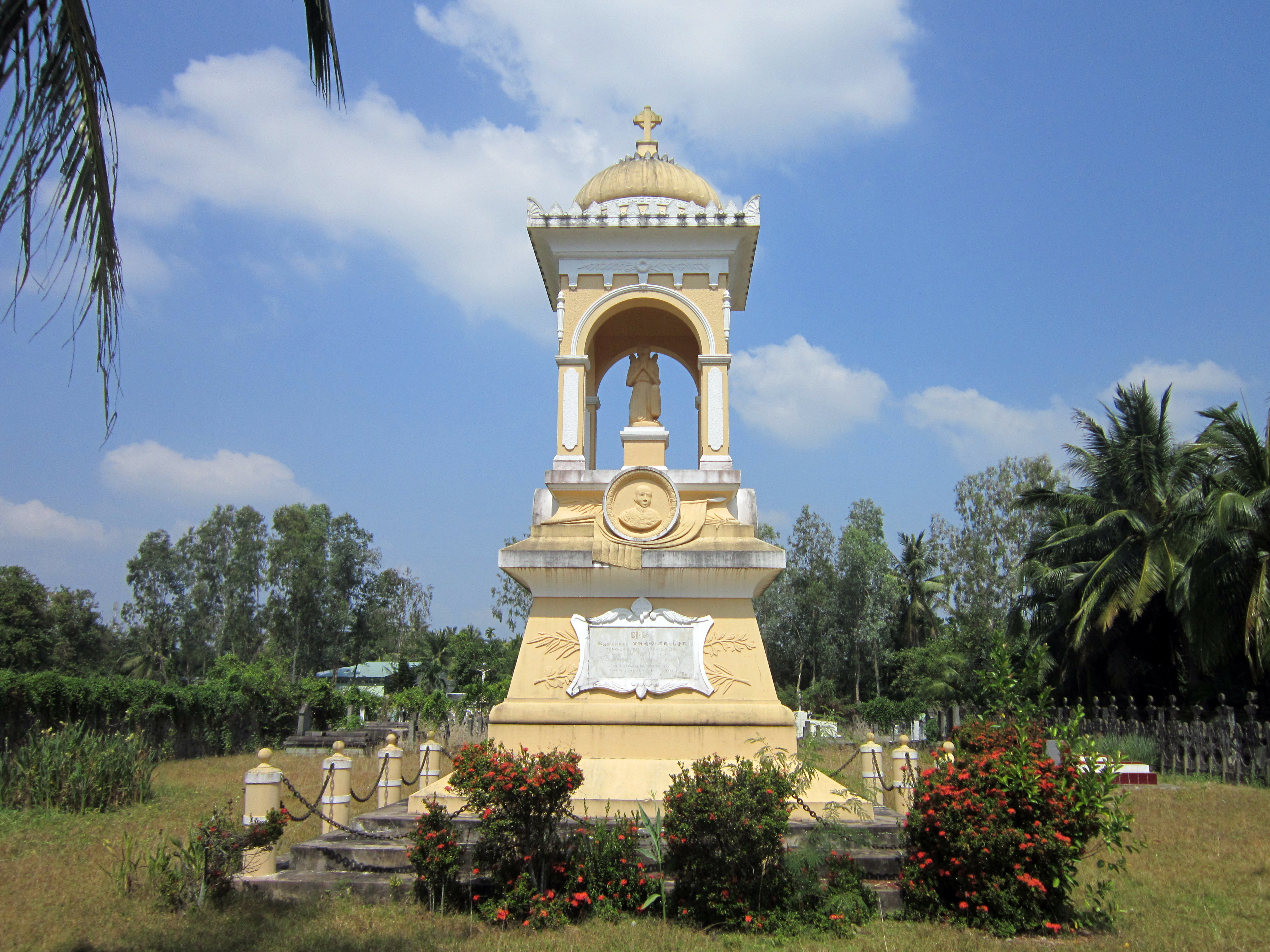
Tháp mộ Trần Bá Lộc ở thị trấn Cái Bè